# Aremural, Muddebihal
Aremural là một làng thuộc tehsil Muddebihal, huyện Bijapur, bang Karnataka, Ấn Độ.